# ArenaNet
ArenaNet由麥克·歐布林（Mike O'Brien）, 帕特里克·懷特（Patrick Wyatt）和傑夫·斯純（Jeff Strain）于2000年春在美国华盛顿州贝尔维尤创办。他們三人都來自暴雪娛樂並且之前參與到了大型多人在線遊戲的開發之中，例如魔獸爭霸系列、暗黑破壞神系列、星海爭霸系列以及戰網的創辦。
公司成立之前叫「Triforge」，但不久之後改為「ArenaNet」。ArenaNet在2002年被NCsoft收購。

## 團隊
多年以來，ArenaNet已經成為擁有超過250個僱員的公司。當初三個創建者中的兩個已經離開了公司。但還有一些其他工作人員活躍在團體之中。例如瑞吉娜·布勞勃拉、馬丁·柯爾斯坦和蓋爾·格雷。完整的ArenaNet職員表可以在遊戲工作人員表內查閱，亦可訪問ArenaNet官網。

## 作品
ArenaNet都是採取一次性付費的買斷制。
《激戰》在2005年4月上市，有3大章節、1資料片，而後來因為開發者認為當時的遊戲技術已經無法滿足自己的要求，因此不再對《激戰》做大規模更新，而最後一次更新是資料片《極地之眼》，爾後都是對技能平衡的更新，還有小故事的新增，而近來也在第2章新增了《改革之風》作為連結《激戰2》的故事任務。
《激戰2》已經在2012年8月28日上市，并于2014年5月15日在中国大陆运营正式上线，目前代理归空中网所有。